# Shuriken
Shuriken (kniv gemt i hånden) er et traditionelt japansk våben.

## Beskrivelse
Shuriken er et skjult våben som primært kastes mod fjenden. De findes i flere varianter, den almindeligste kaldes ofte kastestjerner eller ninjastjerner, da japanske ninjaer brugte disse. Ellers kan de være udformet som søm, små knive eller nåle. Våbnet var et supplement til det japanske sværd (katana), og blev brugt for at forvirre eller distrahere fjenden. Kunsten at kaste shuriken hedder shurikenjutsu.

## Typer
Det er to hovedtyper af shuriken med flere undertyper :
- Shaken (flade metalskiver)
  - Hira shuriken (stjerneformet)
  - Senban shuriken (rombeformet)
- Bo shuriken (metalpile)
  - Hari gata (nåleformet)
  - Kugi gata (sømformet)
  - Tanto gata (knivformet)

## Loven
Kastestjerner og kasteknive er forbudt i en række lande; i Danmark er de således nævnt i våbenlovens § 4, stk. 2:
"Justitsministeren kan udstede regler om forbud mod at indføre, ved overdragelse at erhverve, at besidde, bære eller anvende, at overdrage eller at overlade andre besiddelsen af:
1) Skarpe eller spidse våben, hvis klinge overstiger 12 cm, knive med tværstillet greb beregnet til stød, springknive, springstiletter, faldknive, faldstiletter, enhåndsbetjente foldeknive, der er konstrueret således, at de i normal stand kan foldes ud ved brug af én hånd, foldeknive med todelt skæfte, hvis klinge kan foldes ud ved brug af én hånd, knive, der er konstrueret til at hænge om hals eller skulder, og som fra denne placering kan trækkes ved brug af én hånd, kastestjerner, kasteknive samt kårdestokke og andre tilsvarende våben, der fremtræder som en anden genstand. ..."

## Galleri
- Hira shuriken
- Hari gata
- Flere typer Shaken
- Shuriken fra Edoperioden

## Eksterne links
Secrets of shuriken
- Waden Ryu Official Homepage (Engelsk)